# 잊을 수 없는 순간
"잊을 수 없는 순간"은 한국에서 제작된 이강윤 감독의 1985년 드라마 영화이다. 김덕영 등이 주연으로 출연하였고 정도환 등이 제작에 참여하였다.

## 출연

### 주연
- 김덕영
- 오영하
- 박지훈
- 곽은경

## 기타
- 조명: 송문섭